# Dipentodontaceae
Dipentodontaceae je malá čeleď vyšších dvouděložných rostlin z řádu Huerteales. Jsou to dřeviny s jednoduchými listy a drobnými nenápadnými květy, vyskytující se v tropické Americe a Asii.

## Popis
Zástupci čeledi Dipentodontaceae jsou poloopadavé až opadavé stromy a keře s jednoduchými střídavými řapíkatými listy. Květy jsou nejčastěji pětičetné, drobné, pravidelné, jednopohlavné nebo oboupohlavné, v úžlabních květenstvích. Tyčinek je 4 až 7. Semeník je svrchní, srostlý ze 2 až 3 plodolistů. Plodem je jednosemenná tobolka připomínající peckovici nebo bobule obsahující 2 až 4 semena.

## Rozšíření
Čeleď zahrnuje jen 2 rody a 16 druhů. Vyskytuje se v Asii od jižní Číny po sv. Austrálii a v tropické Americe od Mexika po Peru. Rod Dipentodon je monotypický, zahrnuje jediný druh, Dipentodon sinicus.

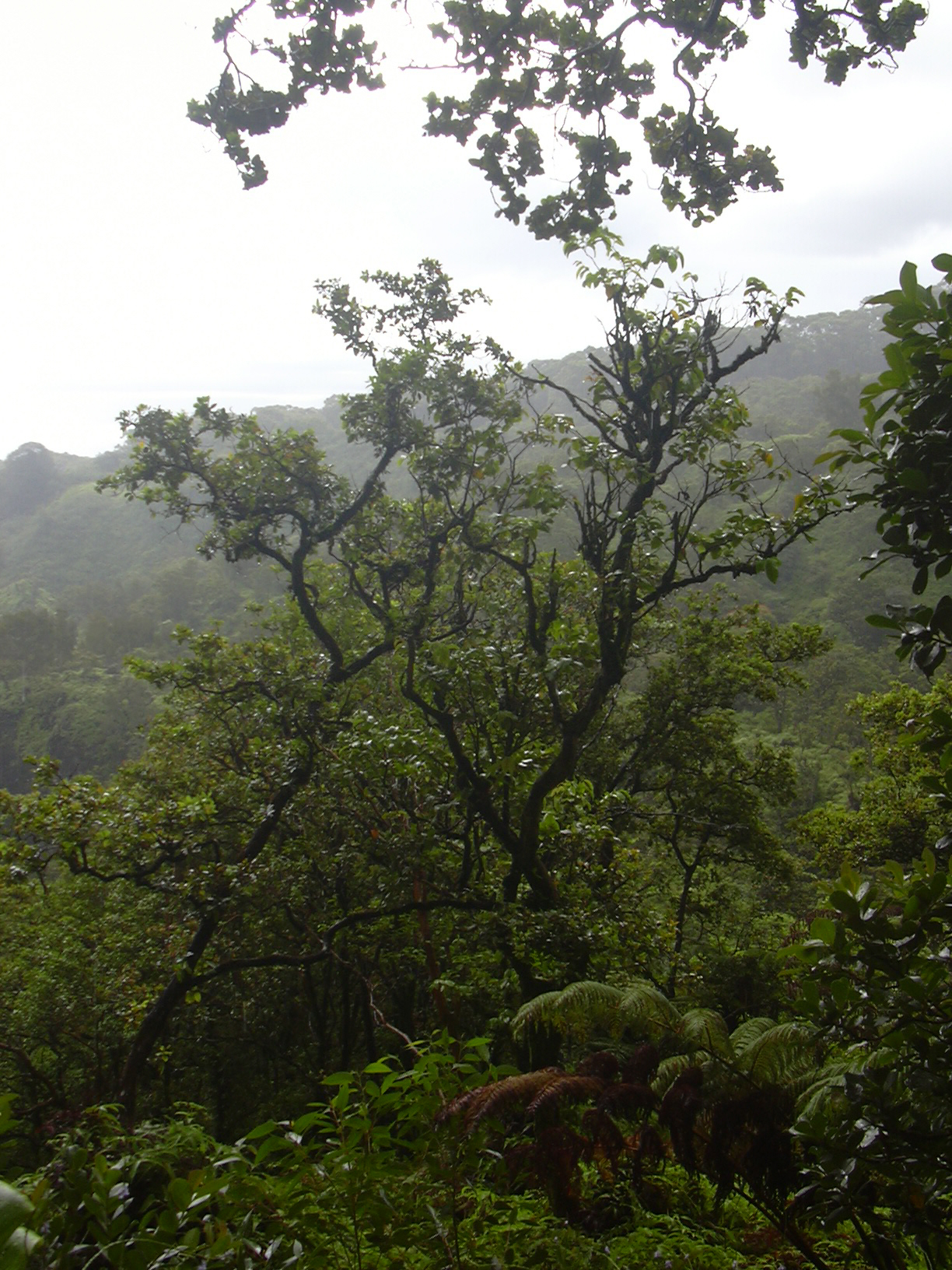
Perrottetia sandwicensis
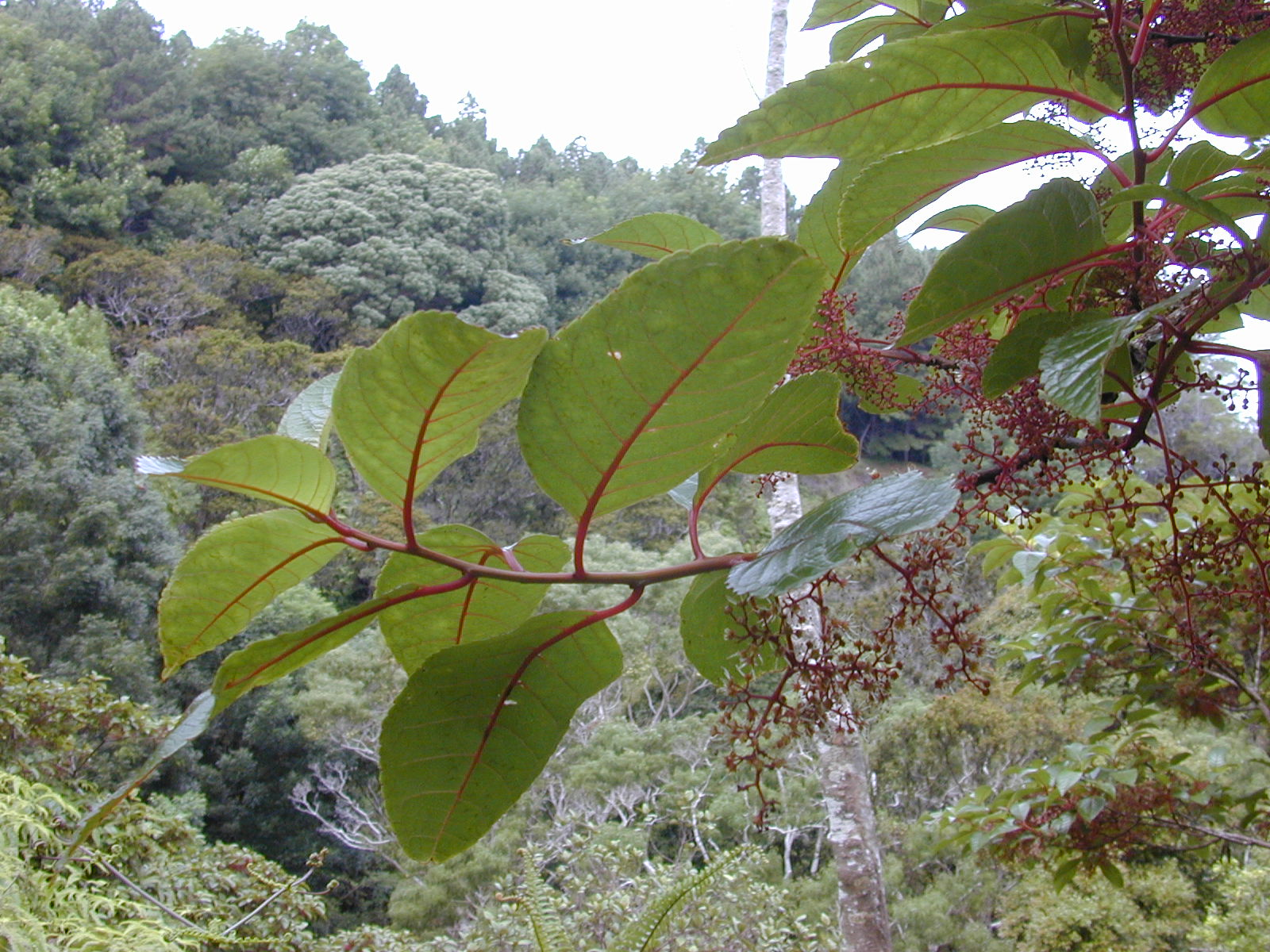
Větévka Perrottetia sandwicensis
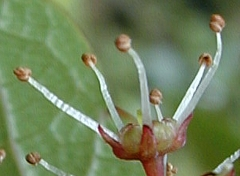
Detail květu Perrottetia sandwicensis

## Taxonomie
Oba rody byly dříve často řazeny do čeledi jesencovité (Celastraceae). Podle výsledků molekulárních studií je nejblíže příbuznou skupinou čeleď Tapisciaceae.

## Přehled rodů
Dipentodon, Perrottetia